# Ramon Picó i Campamar

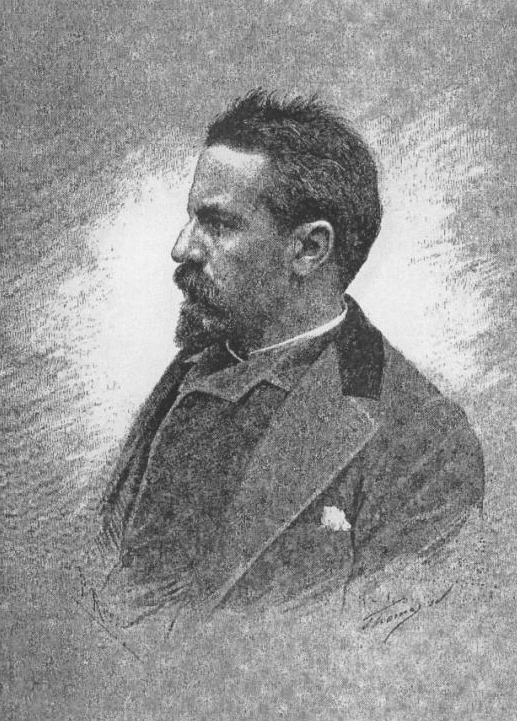
Ramon Picó i Campamar

Ramon Picó i Campamar (* 11. Oktober 1848 in Pollença; † 13. November 1916 in Barcelona) war ein Spanischer Dichter und Schriftsteller.

## Leben und Werk
Ramon Picó wurde 1848 geboren. Er wurde in eine Familie bescheidener Verhältnisse hinein geboren. Als Elfjähriger siedelte er nach Barcelona um, wo sein Bruder Miquel Malerei studierte. Picó widmete sich zunächst kaufmännischen Geschäften.
Ab 1889 wurde er Vertrauter des Politikers und Unternehmers Eusebio Güell. Picó war einer der Gründer der katalanistischen Gruppe Jove Catalunya, der er auch 1873 vorstand. Er war auch Mitbegründer der Acadèmia de la Llengua Catalana im Jahr 1881. Er arbeitete für die Zeitung La Renaixensa.
Er nahm ab 1867 an den Jocs Florals von Barcelona teil. Er gewann bei diesen Dichterwettbewerben mehrfach den Titel des Mestre en Gai Saber, des Meisters der fröhlichen Wissenschaft. Mit den Stücken Visca Aragó (1874), Depreosa (1884), Ferran V (1885), die die Drei Englantines, die Auszeichnungen mit dem Goldenen Jasmin für die beste patriotische Dichtung, erhielten, erwarb er sich seinen schriftstellerischen Ruhm. Im Jahr 1892 hatte er den Vorsitz der Blumenspiele.
Von 1900 bis 1902 leitete er das Centre Excursionista de Catalunya und 1902 das Ateneu Barcelonès.
Als Schriftsteller war der Historische Roman seine Spezialität. Dieser wurde damals stark von der Gattung des narrativen Volksliedes beeinflusst und erreichte eine außerordentliche literarische Qualität. Besonders hervorheben muss man in diesem Kontext das historische Gedicht El Martiri d’en Ramon Llull. 1894 veröffentlichte er das lyrische Gedicht Garraf. Dieses Gedicht widmete er seinem Förderer Güell. Er schrieb auch Theaterstücke: Cor de roure wurde 1871 mit größtem Erfolg in Barcelona aufgeführt. La filla del segador war das erste Stück einer Serie von Dramen zur katalanischen Geschichte. Picós Vertrautheit mit der Geschichte gab ihm die Konkretheit in der Schilderung seiner mallorquinisch-katalanischen Heimat.